# Ševětín
Ševětín är en köping i Tjeckien.   Den ligger i regionen Södra Böhmen, i den centrala delen av landet, 110 km söder om huvudstaden Prag. Ševětín ligger 487 meter över havet och antalet invånare är 1 294.
Terrängen runt Ševětín är huvudsakligen platt, men västerut är den kuperad. Runt Ševětín är det ganska glesbefolkat, med 34 invånare per kvadratkilometer. Närmaste större samhälle är České Budějovice, 15,6 km sydväst om Ševětín. I omgivningarna runt Ševětín växer i huvudsak blandskog.